# Perversão (filme)
Perversão (Estupro!) é um filme brasileiro de drama de 1979, produzido e dirigido por José Mojica Marins. Marins é também conhecido pelo seu alter ego Zé do Caixão.

## Sinopse
Vitório Palestrina é um playboy milionário que passa seus dias dormindo, abusando e descartando as mulheres locais em uma pequena aldeia. Depois de seduzir uma jovem mulher, Silvia, ele estupra ela brutalmente, mordendo uma de suas mamilas. Ele colocou o bico em uma caixa de vidro como se fosse um troféu. Quando suas ações se tornam do conhecimento público, ele é realmente admirado por aquilo que ele fez, enquanto sua vítima é banida e atormentada pelas pessoas da cidade.

## Elenco
- José Mojica Marins as Vittorio Palestrina
- Arlete Moreira as Veronica
- Ricardo Petráglia
- Nádia Destro
- Elza Leonetti
- Diva Medrek
- Jayme Cortez
- Mara Prado